# Teateråret 1948

## Händelser

### Okänt datum
- Ragnar Josephson efterträder Pauline Brunius som chef för Dramaten
- Eskil Eckert-Lundin blir chef för Chinateatern i Stockholm
- Nils Perne blir chef för Oscarsteatern
- Dramatikern och poeten Radovan Ivšić avskedas som ledare för Zagrebs dockteater av förbundsrepubliken Jugoslaviens utbildningsdepartement.

## Årets uppsättningar
- 2 april – Jean-Paul Sartres pjäs De smutsiga händerna har premiär i Paris.
- 30 maj – Stig Dagermans pjäs Streber har premiär i Malmö i regi av Bengt Ekerot.
- 10 september – Stig Dagermans Skuggan av Mart har premiär på Dramaten i regi av Göran Gentele.

### Okänt datum
- Astrid Lindgrens Mästerdetektiven Blomkvist spelas på Vår teater [1]. Pippi Långstrump spelas också på Oscarsteatern med Viveca Serlachius i huvudrollen, vilket blir första gången en pjäs av Astrid Lindgren spelas på en professionell teater [2].
- Herbert Grevenius radiopjäs Vi tre debutera uppfördes på scen vid Göteborgs stadsteater
- Koreografen Birgit Cullbergs balett Antonius och Kleopatra uppfördes på Stockholms konserthus med musik från Giuseppe Verdis opera Aida

## Avlidna
- 30 oktober – Nils Dahlgren, 57, svensk sångare och skådespelare.